# Palacio de Justicia de la Nación (Argentina)
El Palacio de Justicia de la Nación (más conocido popularmente como Palacio de Tribunales, Tribunales de Talcahuano —por la calle donde tiene su entrada principal— o simplemente Tribunales) es un complejo arquitectónico estatal ubicado en Buenos Aires, donde es sede de la Corte Suprema y otros tribunales menores.

## Construcción del edificio

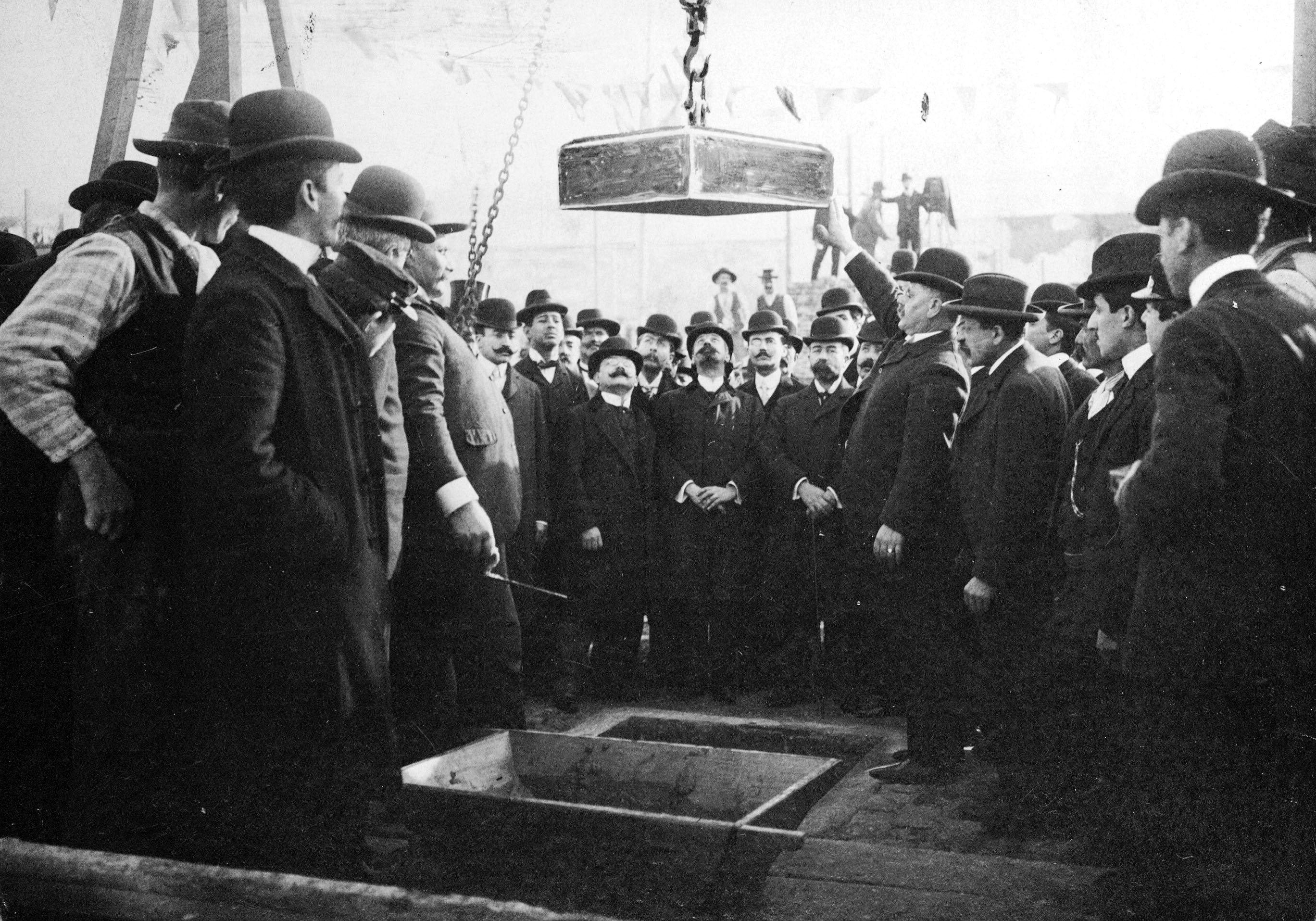
Colocación de la piedra fundacional en el año 1904.

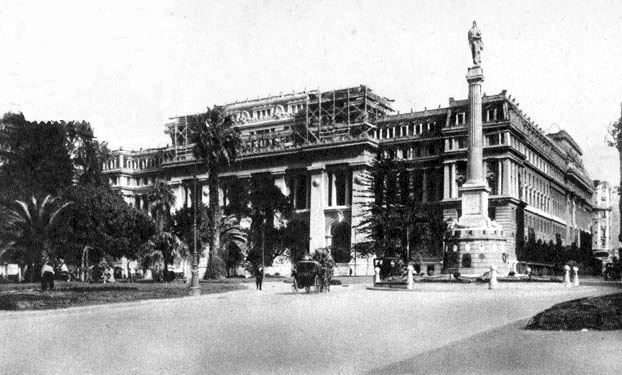
Fotografía del edificio cuando aún en construcción (ca. 1910).

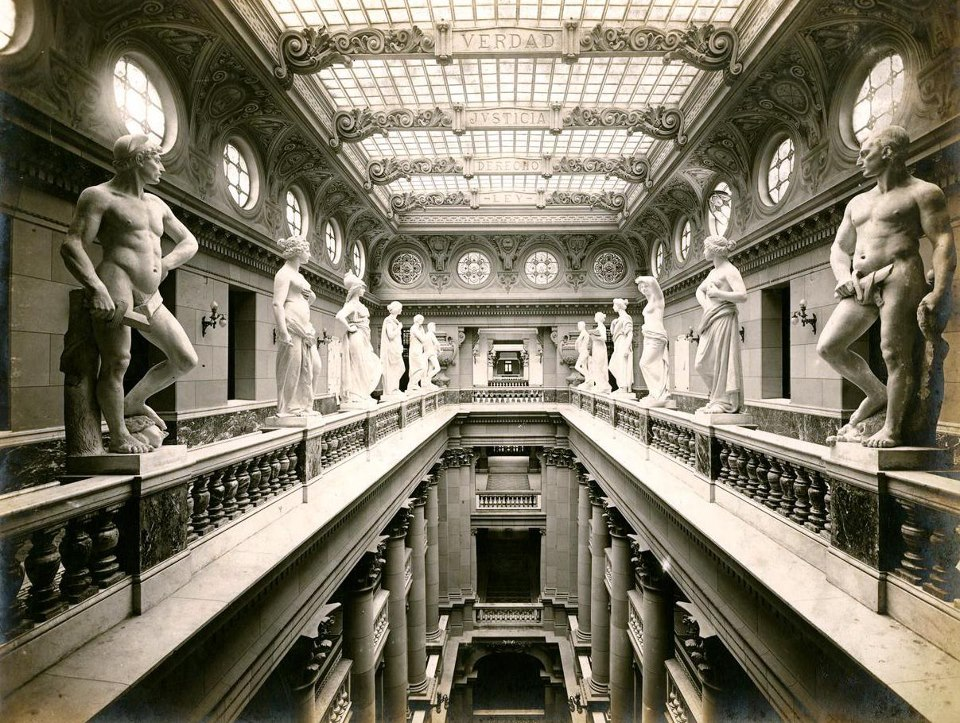
Vista desde la galería superior a principios de 1910.

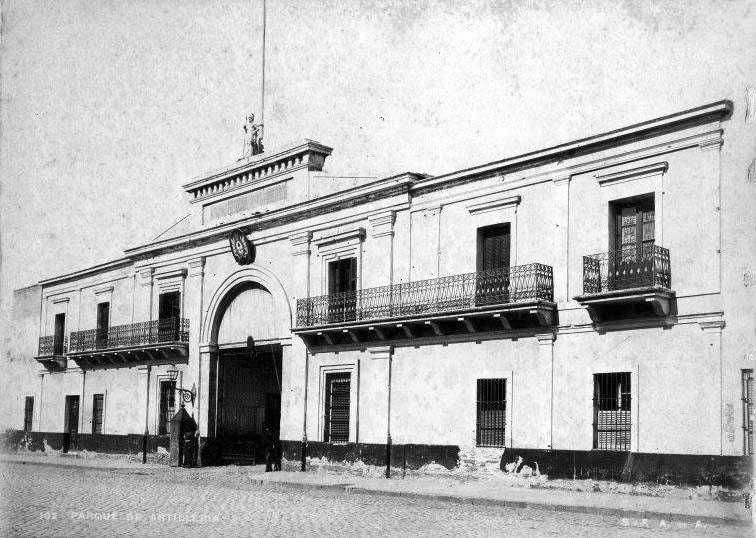
El Parque de Artillería porteño, ocupó esa manzana en tiempos post-coloniales.

El edificio original fue proyectado por el arquitecto francés Norbert Maillart en 1889, durante la presidencia de Miguel Juárez Celman, pero el Pánico de 1890 paralizó el inicio de la construcción durante casi 20 años. Fue recién durante la segunda presidencia de Julio A. Roca que se retomó el proyecto, aprobándose el inicio de las obras en 1904 y comenzanda la construcción en 1905. 
Una parte del Palacio de Justicia fue inaugurada en 1910 por el presidente José Figueroa Alcorta, en el marco del Centenario de la Revolución de Mayo. Sin embargo, faltaba aún mucho por construir, y la Corte Suprema se instaló en el nuevo edificio recién en 1912, momento en el cual Maillart se desvincula de la dirección de la obra y abandona la Argentina. En 1914, en el marco del estallido de la Primera Guerra Mundial y por problemas administrativos y presupuestarios, la obra queda suspendida, para retomarse recién en la década de 1920.
Hacia 1925 el proyecto original fue modificado sobre la marcha debido al crecimiento del Poder Judicial, de tal forma que el remate original del edificio, que contemplaba una mansarda, cedió a un piso más, ganando la superficie necesaria. En ese momento se agregaron a la fachada las dos estatuas que coronan el remate y sostienen las tablas de la ley. Aun así, faltaban numerosos detalles en los interiores.
Se dice [¿quién?] que el Palacio de Justicia fue completamente terminado recién en 1942  , cuando se finalizó la Sala de Audiencias y el presidente Ramón Castillo inauguró un Cristo donado por el Gobierno de Santa Fe, réplica del que se encuentra en dicha ciudad donde se reunió la Convención Constituyente en 1853. Los actuales portones de la fachada serían colocados recién en 1973.
Luego de décadas sin el mantenimiento adecuado, las fachadas principales (calles Talcahuano y Uruguay) del Palacio de Justicia fueron restauradas por etapas, junto con los interiores del edificio, entre 2002 y 2007. En 2010, comenzaron las obras faltantes, correspondientes a los frentes laterales a las calles Viamonte y Lavalle, últimas necesarias para que el exterior del edificio recupere su aspecto original, ya que se encontraba deteriorado y deslucido por la adhesión de hollín a su superficie.

## Características

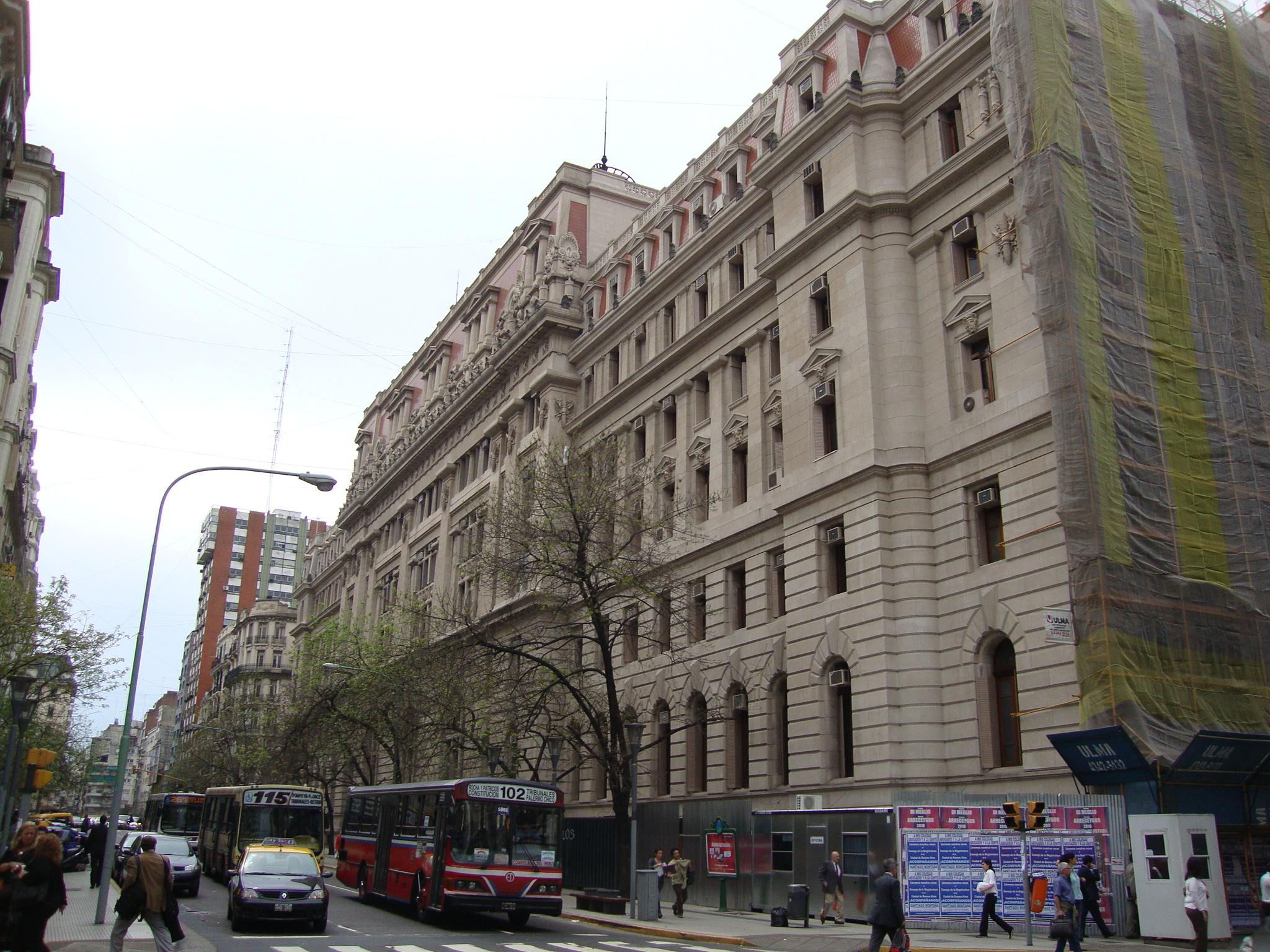
Fachada trasera (calle Uruguay).

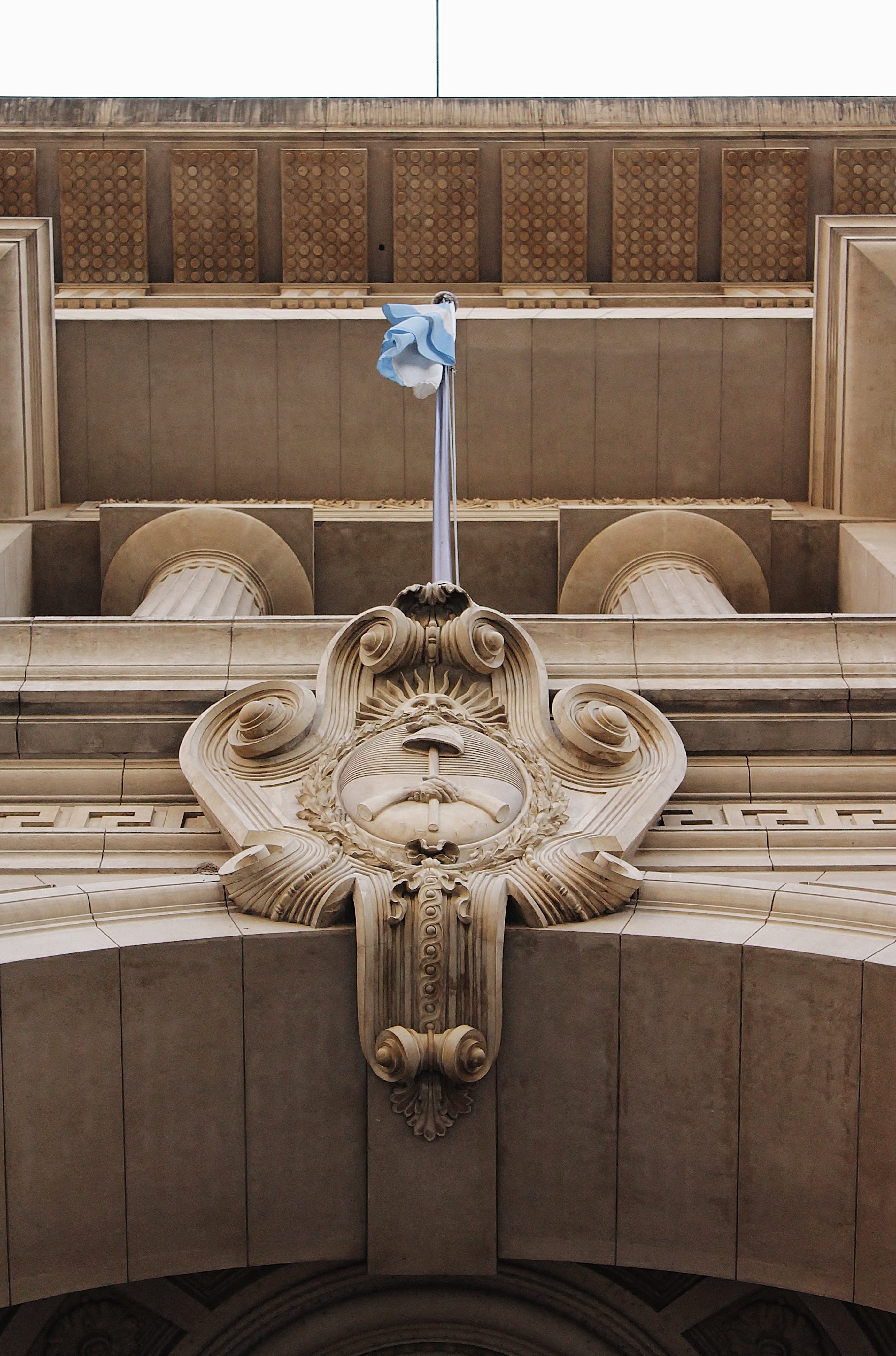
Escudo y bandera nacional.

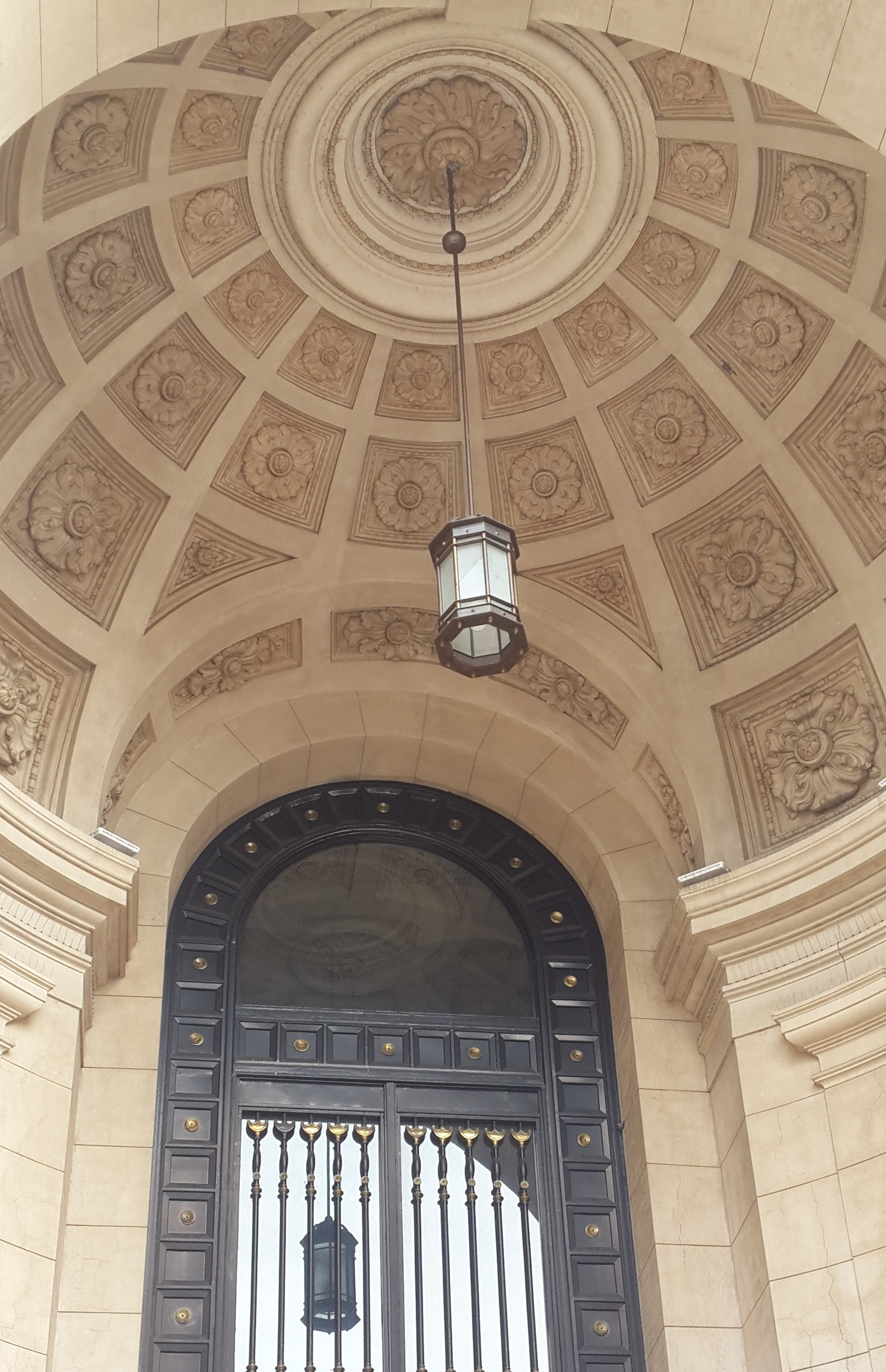
Detalle cúpula de acceso.

Sus fachadas se encuentran revestidas en símil piedra París. En el interior del edificio pueden observarse la estatua "Justicia" de Rogelio Yrurtia, un busto de José de San Martín de Luis Perlotti, y una réplica de la bandera de los Andes, así como el "Patio de Honor" y la Sala de audiencias de la Corte Suprema de Justicia de la Nación. Para diseñar los numerosos ornamentos de la fachada, llegó desde Milán el arquitecto Virginio Colombo, quien terminaría instalándose en Buenos Aires y transformándose en uno de los representantes más brillantes de la corriente art nouveau en la arquitectura local.

### Críticas
El Palacio de Justicia ha sido objeto de numerosas críticas en cuanto a la concepción de su fachada, siendo en general juzgada como demasiado pesada. Por ejemplo:

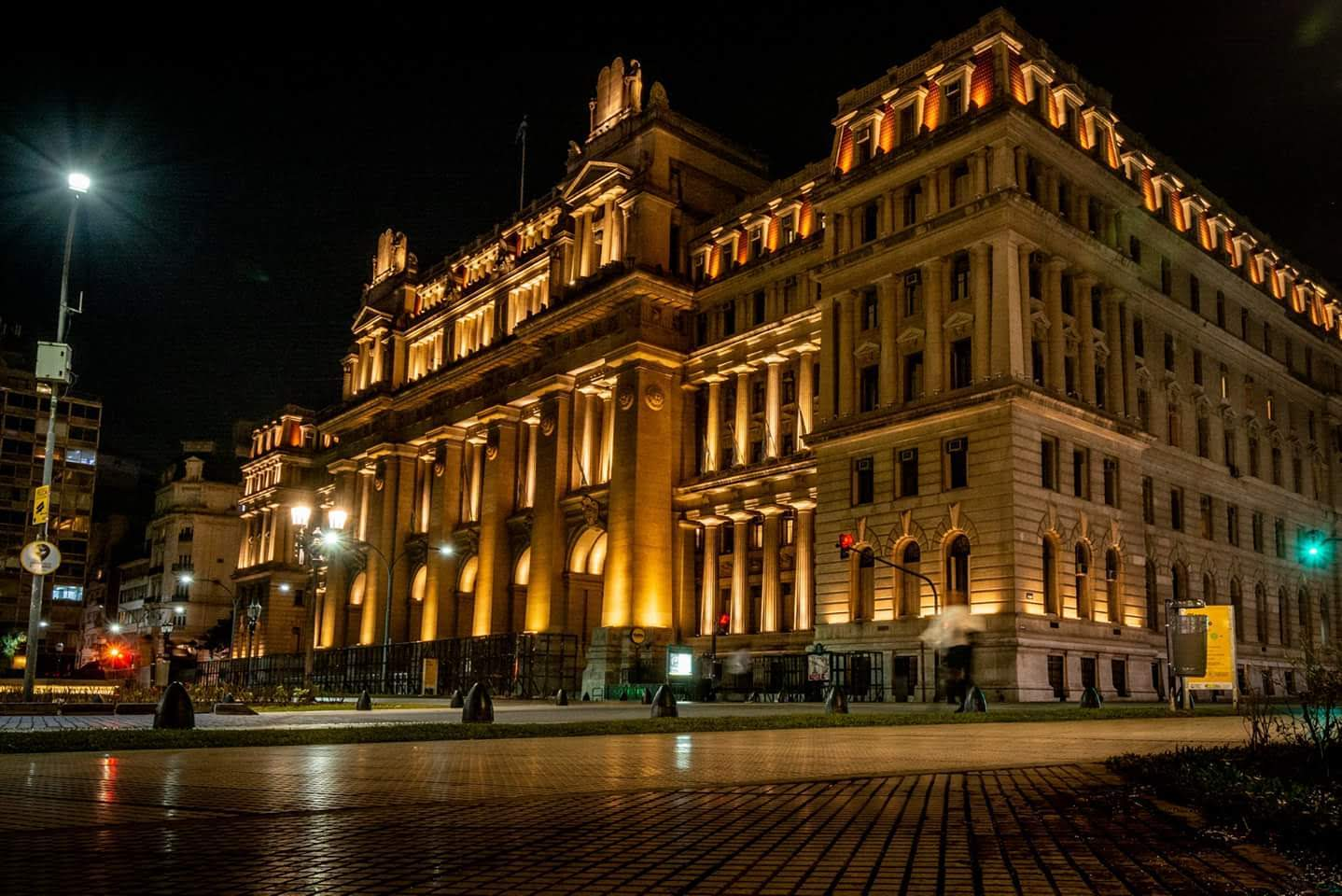
Nocturna del Palacio de Tribunales

(...) su solemne severidad resulta aplastante (...). De su ubicación privilegiada sobre la antigua plaza del Parque sacó ínfimo provecho; su composición (...) es de oprimente simetría; su distribución es de la mayor inconveniencia práctica, mientras que sus interiores son todo lo contrario a acogedores o adecuados para trabajar en ellos; de afuera, las formas (...) están constituidas por tan sorprendente mezcla de elementos heterogéneos y tamaños inadecuados que el detalle difícilmente podría ser más chocante (...). Sin duda dio en el blanco un distinguido historiador cuando, habiendo sido consultado sobre su estilo, dijo que era "repostería"